# Chiesa di San Francesco (Fano)
La chiesa di San Francesco è un monumento italiano, sito nella città di Fano.
Si tratta di uno dei più antichi monumenti della città e risale, all'incirca, alla seconda metà del XIII secolo d.C. Si trova in una delle vie adiacenti alla piazza XX Settembre e in sé racchiude numerosi stili artistici, evidenza dei vari periodi storici dei quali porta i segni.

## Storia

### Edificazione
Con l'emanazione della bolla papale di papa Alessandro IV, il 26 aprile 1255, si ha la prima notizia della costruzione della chiesa, del convento di San Francesco e dell'arrivo dell'ordine francescano nella città. Nella bolla veniva concessa l'indulgenza plenaria a tutti coloro che avessero finanziato i lavori. Nel 1284 un'altra bolla, emanata da Bonomo, vescovo di Fano, rinnovò l'indulgenza ai finanziatori. I lavori si conclusero nel 1323 stando a quanto riportato nel testamento di Margherita da Peruzzo nel quale affermava che i frati compivano già riti nella chiesa.
Nel 1336 la chiesa venne consacrata dal vescovo di Fano Iacopo II, dal frate Pietro di Pesaro e dal vescovo di Senigallia, come scritto in un'scrizione del 1498, oggi andata perduta, riportata nelle "Memorie Istoriche" dello scrittore fanese Pietro Maria Amiani.
AECCL. DNUS. JACOB EPS FANENSIS DNUS
FRATER PETRUS EPS PSAUREN. AC DNUS
FRATER JOANNES EPS SENOGALLIEN. PIE
CONSECRARUNT ANNO DOMINI MCCCXXXVI
PRIMA DOMINICA MENSIS MAIJ
PR. GUARD ET FRATRES HANC MEM. PON. C.
ANNO DOM. MCDXCVIII.»
(Pietro Maria Amiani, Memorie Istoriche)

### Periodo malatestiano
Dal 1336 al 1498 la città di Fano passò sotto il dominio della famiglia Malatesta, originaria di Rimini e di conseguenza anche la chiesa di San Francesco. Questa, visse un periodo di grande benessere e progresso che portò all'incisione dello stemma della famiglia nelle chiavi di un portico francescano. Sempre in questo periodo, i Malatesta utilizzarono il convento per ospitare alcune delle loro tombe come quella di Sigismondo Pandolfo III Malatesta, morto nel 1427; della sua prima moglie Paola Bianca, morta nel 1398 e del loro medico Bonetto da Castelfranco, morto nel 1434. La chiesa divenne luogo di sepoltura di molte altre famiglie nobili, tra queste i Boccacci (originari di Meldola), di cui resta la lastra terragna con stemma, murata sopra la tomba di Bonetto.

### Dalla seconda metà del XV secolo alla fine del XVII secolo
Intorno al 1460 scoppiarono alcuni conflitti tra le famiglie più ricche di Fano per il possedimento degli altari, che avevano un fine pratico (seppellire i defunti) e uno commemorativo (esaltare la famiglia); in questo periodo se ne contavano 18-19, la maggior parte dei quali fu trascurata dalle famiglie, perciò nel 1606 il padre guardiano li demolì.
Dal 1498 al 1657 ci fu un altro periodo di splendore che portò numerose trasformazioni all'interno della chiesa, dovute alla perdita degli altari.
Nel 1672 ci fu un terremoto che rase al suolo la torre campanaria edificata intorno al XIV secolo.
Nel 1696 ci fu un incendio nella sacrestia della chiesa che le recò gravi danni rendendolo un posto non sicuro per i frati.

### Dalla seconda metà del XVIII secolo all'unità d'Italia

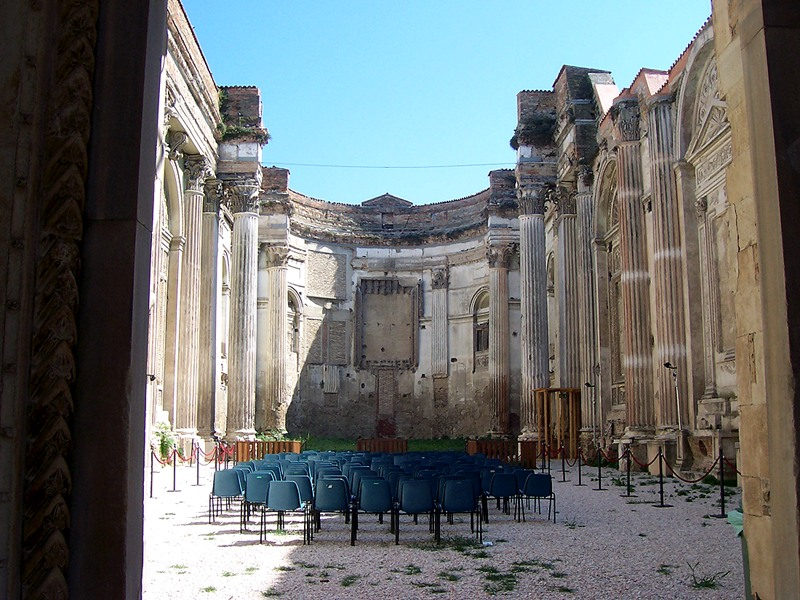
Interno della chiesa

Nel 1763 ci fu la completa ristrutturazione del convento, esclusa la chiesa, finanziata da Papa Clemente XIV, che nutriva grande interesse per l'ordine fanese nel quale aveva svolto i suoi primi studi religiosi.
Nel 1774 si conclusero i lavori e alla fine del XVIII secolo i frati volevano restaurare la chiesa ma non gli fu possibile a causa dei disordini politici di quel periodo (rivoluzione francese); furono così costretti, dal 1802 al 1840, a spostare l'esecuzione dei riti nel refettorio del convento, abbandonando così la chiesa e utilizzandola come magazzino e stalla.
Nel 1840 iniziarono i lavori nella chiesa, voluti da padre Francesco Maria Zamponi che assunse l'architetto Arcangelo Innocenzi per ricostruire il campanile, che verrà demolito nuovamente nel 1874. Durante questi lavori, conclusi nel 13 giugno 1850, andarono perdute quasi tutte le iscrizioni e gli ultimi altari rimasti.
Intorno al 1870, quando vi fu l'annessione dello Stato della Chiesa al Regno d'Italia, furono soppressi molti degli ordini minori compreso quello di Fano.

### Il Novecento
Fino al 1912 il convento venne utilizzato come caserma militare, abbandonata dopo proposta di utilizzarlo come sede del municipio comunale mentre 1924 vi fu la proposta di demolire la chiesa, danneggiata dai sismi del 1916 e del 1924., negata dalla sovraintendenza
Con il terremoto del 30 ottobre 1930 il tetto fu demolito per questioni di sicurezza. quindi nel 1932 la chiesa fu proposta come palestra nazionale per l'Opera nazionale balilla; da quest'anno al 1934 furono effettuate numerose proposte da parte del podestà per la demolizione di alcune strutture del convento, come la chiesa e alcune arcate.
Nel 15 giugno 1934 la regia prefettura di Pesaro Urbino negò al podestà di Fano di demolire la chiesa ma anzi domandò di favorire i lavori di restrutturazione interna. 
Il 5 febbraio 1938 furono presentate al comune di Fano cinque proposte sulla sistemazione della zona:
1. Prima soluzione: conservazione dell'intero muro con gabbia a ridosso, alla quale rendere solidale il muro esterno di importante interesse e costruzione di un grande salone.
2. Seconda soluzione: conservazione del muro fino alla parasta, dopo la prima finestra e demolizione del restante muro fino alla risega del basamento, utilizzazione dello spazio restante mediante la costruzione di una nuova ala del palazzo comunale.
3. Terza soluzione: demolizione dell'intero muro e conservazione del portico nella posizione attuale.
4. Quarta soluzione: demolizione dell'intero muro e conservazione del portico ruotandolo
5. Quinta soluzione: conservazione di una piccola parte del muro in vicina del portico delle tombe. Costruzione di un altro portico a ridosso di quello esistente e a questo quasi uguale[11]

Nel 25 agosto 1938 il ministro dell'educazione nazionale comunicò al podestà la notizia secondo la quale il professore Gustavo Giovannoni e l'architetto Alberto Calza Bini avrebbero effettuato un sopralluogo per presentare proposte di recupero della chiesa di San Francesco..
Nel 1950 il consiglio comunale di Fano approvò il nuovo progetto di piano regolatore generale comunale per la ricostruzione della chiesa. Dopo numerose modifiche del piano, tuttavia, il progetto fu abbandonato lasciando così la chiesa e il convento nel degrado, dovuti all'azione degli agenti atmosferici in seguito alla demolizione del tetto a causa del terremoto del 1930 e anche alla vendita di alcuni arredi interni come l'organo, il coro e l'altare.

## Architettura

### Il convento
Il convento ha una pianta quadrangolare, presenta tre lati liberi un quarto chiuso dalla chiesa; i due edifici occupano un interno isolato in posizione centrale rispetto al centro urbano.
Il convento si sviluppa su quattro livelli:
- il piano cantinato
- il piano terra
- il mezzanino
- il primo piano[17]

La parte esterna dell'edificio presenta un'architettura semplice, caratterizzata dall'uso di mattoni e dal ricorso agli stilemi di origine classica, dando vita a un'architettura severa ma non monumentale e priva di eccessi decorativi. Gli unici oggetti presenti sulla facciata sono cornici in laterizio intorno alle finestre alle aperture dell'ingresso al pian terreno aventi un andamento a tutto sesto e con la una presenza di una fascia marcapiano.
Le finestre sono collegate grazie a una continuità espressa dal piano di appoggio del parapetto, leggermente sporgente. Tali aperture sono evidenziate dalla presenza di paraste affiancate e che giungono sino al suolo. Il tutto è contornato da un cornicione in cotto sagomato che si sviluppa per l'intero perimetro della struttura. Sul fronte principale i corridoi presentano due timpani.
L'ampio portone d'ingresso è caratterizzato da una porta in pietra con una trabeazione di origine classica con architrave, fregio e cornice. Gli altri due lati presentano, al primo piano, tre ampie vetrate. Oltre alle due aperture laterali di conclusione dei corridoi, ve ne è una terza in posizione centrale, su Via Nolfi, fonte di illuminazione sull'aula ellittica attualmente sede del consiglio comunale. L'aula, in origine usata come refettorio, è caratterizzata da una volta a cupola lunettata e solcata da quattro coppie di nervature che poggiano su una trabeazione discontinua, sostenuta in ogni tratto da due paraste che giungono fino al suolo. Ai vertici dell'emiciclo ci sono quattro finestre di cui tre cieche. La finestra su Via Garibaldi, si affaccia sul vano dello scalone e del vestibolo superiore. 
Il frontone presenta al piano terra diverse aperture di ingresso murate e trasformate in finestre.
L'ingresso è rivolto verso Via San Francesco mentre l'androne, voltato a botte, segue l'ampio cortile intorno al quale vi sono vari ambienti. Il cortile, al piano terra, è caratterizzato da quattro aperture ad arco poste al centro e da una serie di pilastri di ordine toscano rivolti sulla facciata.
La parete di fondo del cortile è posta sull'asse del prospetto, e ha una facciata a timpano e una finestra serliana, che fa pensare a un'acquisizione da parte di Ciaraffoni dei motivi architettonici espressi dal Vanvitelli.
La quarta finestra, che si affaccia verso l'esterno, crea un'ampia apertura sul lato verso Via Nolfi.
Al piano terra c'è un locale che risale al tempo dei Frati Minori che ospitava la sacrestia; si tratta di un vano rettangolare con un pilastro centrale dal quale nascono quattro campate coperte con volte a crociera. Su uno dei lati presenta un andamento curvilineo dovuta alla ricostruzione ottocentesca dell'abside della chiesa.
Nella parete di fondo del cortile è presente un breve androne a cui segue lo scalone imperiale con una rampa centrale e due laterali che conducono al piano superiore. 
L'organismo è costituito dal vano dello scalone e del vestibolo: entrambi sono impostati su una pianta quadrata; il primo si apre in tre lati divisi a loro volta in piccoli scompartimenti grazie all'utilizzo di cornici e paraste. Su ogni lato vi è un'apertura affiancata da colonne mentre nelle due laterali ci sono finestre cieche, mentre quella di fondo presenta una visione su Via Garibaldi; il tutto è coperto da una copertura a padiglione lunettata e ribassata e solcata da nervature collegate alle paraste che dividono la superficie della volta in scomparti. In quello centrale è riportato lo stemma della città. 
Il vestibolo è caratterizzato dalla presenza di pilastri e colonne portanti e dalla non presenza di una copertura continua che crea una frammentazione dello spazio. Da esso è possibile vedere numerose parti della strutture, come il cortile, lo scalone, i bracci di collegamento dei corridoi di distribuzione del primo piano, che si sviluppano su tre lati dell'edificio.
Nelle estremità del corridoi si presentano ampie vetrate, unica fonte di illuminazione naturale, e sono coperti da ampie volte a botte. Presentano sulle pareti paraste binate, collegate a quelle prospicienti tramite sottarchi che percorrono l'intera volta. Il punto d'incontro tra i soffitti dei corridoi presenta una calotta circolare. Particolari elementi architettonici sono stai realizzati con il marmo proveniente dal Furlo.

### La chiesa di San Francesco

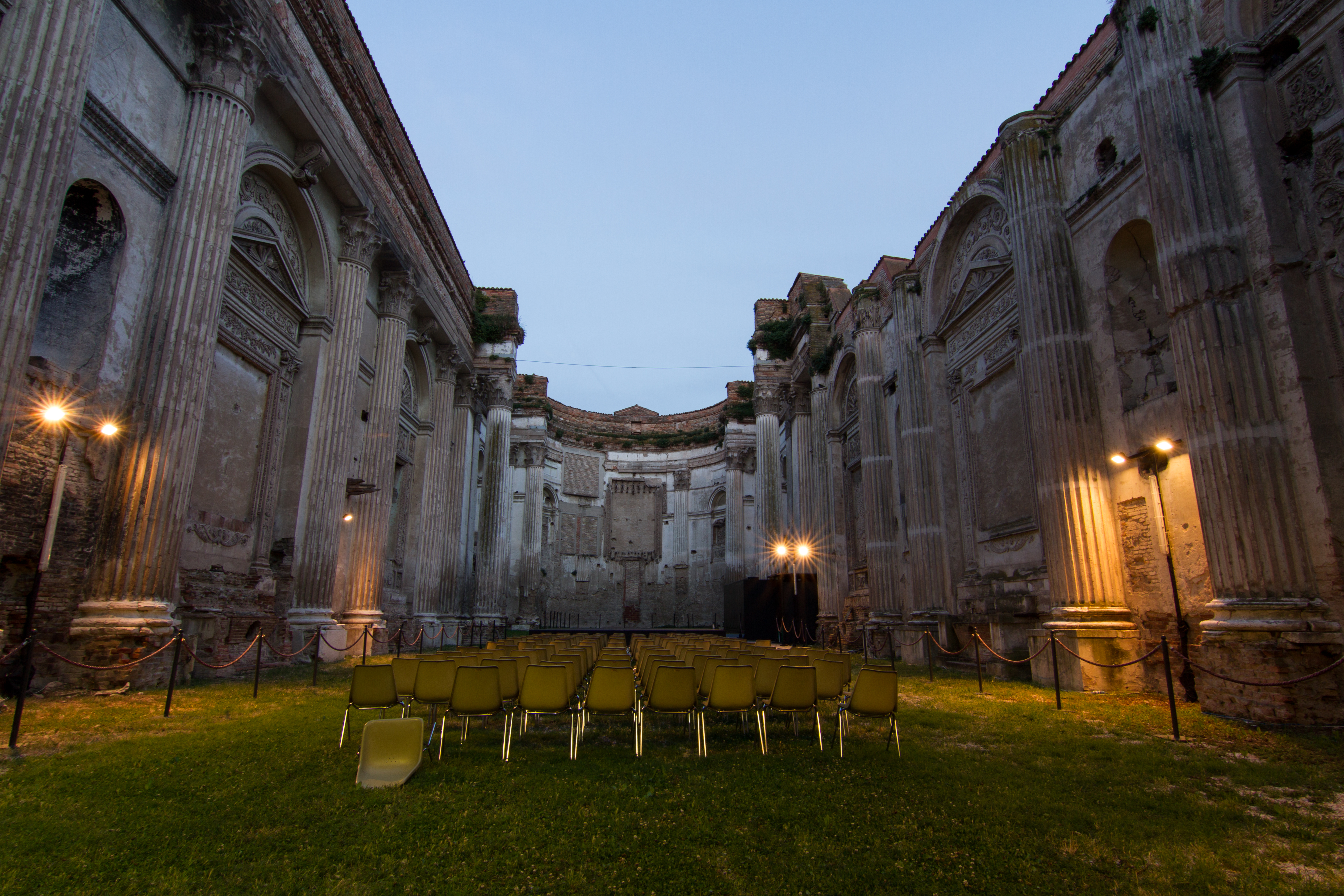
Chiesa di San Francesco (privata del tetto).

La chiesa di San Francesco fu ristrutturata nel XIX secolo dagli architetti Arcangelo Innocenzi e Giuseppe Ferroni che conservarono la muratura perimetrale del fronte e del fianco destro di ordine medievale e anche quella del fianco sinistro. Modificarono al decorazione interna e l'altezza del tempio, ora sopraelevato rispetto al livello delle case (il vano della chiesa misura 56 m. di lunghezza e 17 m. di larghezza, la volta a botta è di 25,70 m. di altezza). Nel 1930, a causa del terremoto, venne abbattuto il tetto della chiesa costruito da Innocenzi.
La struttura semplice è evidenziata dall'uso dei mattoni nella costruzione. L'impianto a navata unica è ancora visibile ed è possibile vedere ancora i suoi tratti neo-classici grazie alle colonne corinzie conservate fino ad oggi. All'inizio dell'aula della chiesa, all'interno di una nicchia sul lato destro, vi è collocata la tomba della figlia di Ferroni, Maddalena, oggi in avanzato stato di degrado. Il monumento funebre, opera di Giovanni Gai, presenta forme neo-classiche e, al centro, un medaglione raffigurante il volto della defunta.

### Il portico
Il portico, costruito per volere dei Malatesta, ospitò le loro tombe dalla metà del XVII secolo, quando furono trasferiti lì dall'interno del coro.

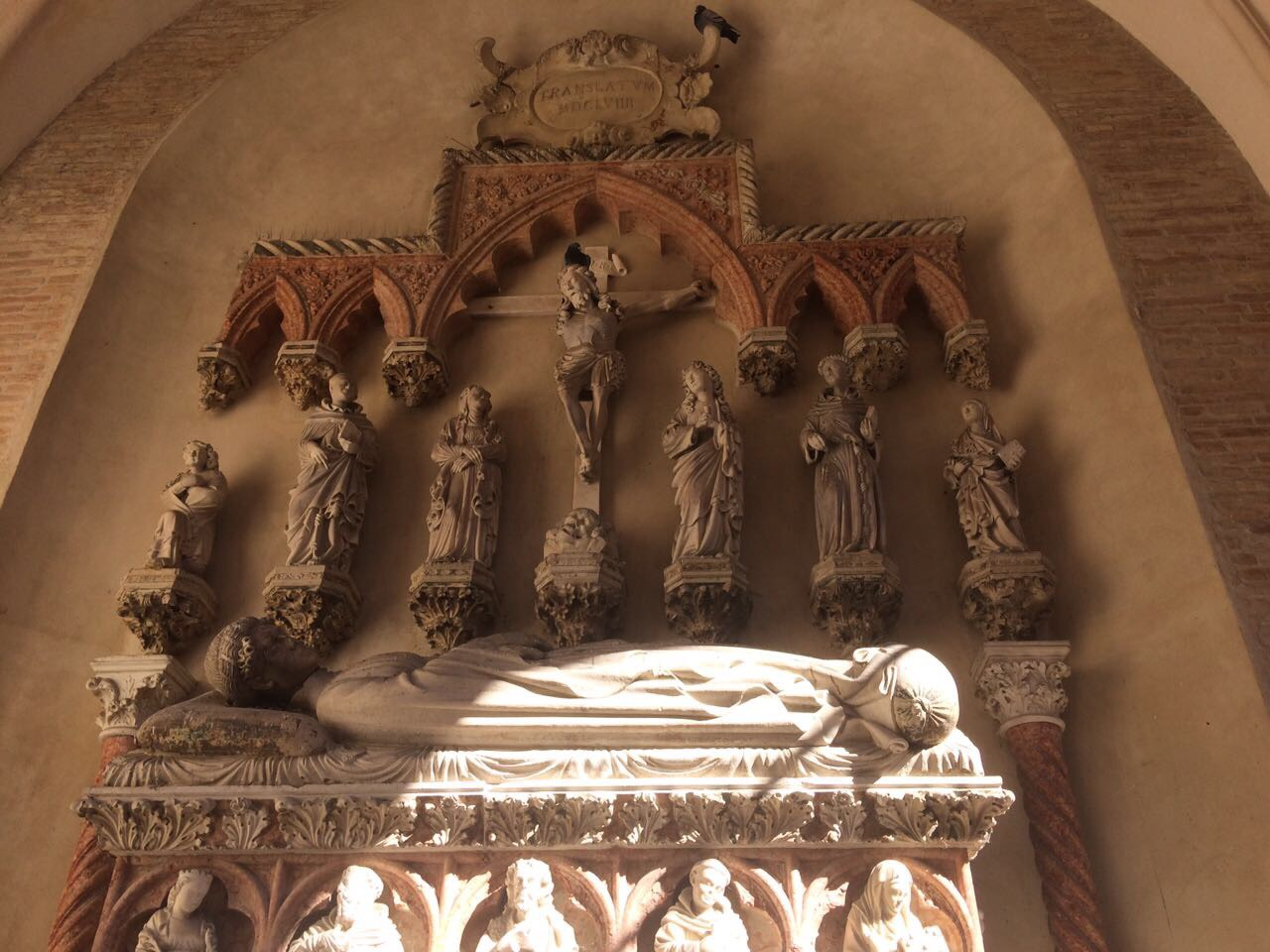
Tomba di Paola Bianca

Durante la ricostruzione della chiesa del 1850, l'ingegnere Filippo Bandini da Faenza rinnovò il peristilio conservando le antiche caratteristiche. Il portico si sviluppa su tre arcate a sesto acuto poggianti su colonne di pietra, i cui i capitelli riportano forme tipiche dell'architettura romana. Lo sviluppo dei tre archi è contornato da una decorazione in terracotta e in sommità è rappresentato lo stemma della famiglia Malatesta. La parete di fondo del peristilio risale all'antica chiesa francescana.

### Le tombe malatestiane
A sinistra dell'ingresso del portico troviamo la tomba di Paola Bianca: posizionata su un alto basamento i cui fianchi hanno alcune rappresentazioni di alcuni santi che vegliano sul sonno eterno della defunta.
A destra del portale troviamo l'arca, di stile classico, di Pandolfo III Malatesta posizionata su un alto basamento, il quale è diviso in due scomparti all'interno dei quali vi sono gli scudi torneari della famiglia Malatesta sorretti da festoni.
Lungo il lato corto del peristilio vi è l'arca di Bonetto da Castelfranco, sorretto da tre mensole. Al di sopra del sarcofago, è posizionata una pietra tombale in marmo rosso di Verona sulla quale è scolpito uno stemma con un liocorno crestato per cimiero, a lungo ritenuto malatestiano, ma che apparteneva alla famiglia Boccacci, legata alla corte di Pandolfo III.

### Paternità della ricostruzione del convento (1763-1774)
Di interesse è il dibattito che gli storici hanno sostenuto per l'attribuzione del progetto di ricostruzione del convento.
Sin dall'ottocento fu attribuito all'architetto Luigi Vanvitelli, molto attivo nelle Marche, in particolare nella città di Ancona; questa affermazione fu ribadità ne 1939 da Cesare Selvelli.
De Angelis D'Ossat e Roberto Pane formularono due ipotesi diverse: il primo attribuì a Vanvitelli la progettazione dell'opera così come quella del Palazzo Jona in Ancona, notando la somiglianza dei due edifici nonostante la paternità del secondo fosse attribuità, già ai suoi tempi, Francesco Ciaraffoni.
Secondo Roberto Pane, a Vanvitelli apparteneva la progettazione mentre l'esecuzione a Carlo Murena, giunto a Fano nel 1756, per delle opere di sistemazione del portocanale. L'architetto laziale avrebbe seguito per un anno i lavori di restrutturazione fino alla sua morte nel 1764,lasciandonci così l'interrigativo su chi fosse il suo successore.
Le affermazioni di D'Ossat e di Pane furono smentite con il ritrovamento nella Biblioteca Federiciana di Fano di un registro manoscritto che confermò le conclusioni di Vincenzo Pirani, il quale aveva ipotizzato che la paternità dovesse essere attribuita a Ciaraffoni, fortemente influenzato da Vanvitelli.